# Corentin Perolari
Corentin Perolari (Bagnols-sur-Cèze, 13 aprile 1998) è un pilota motociclistico francese.

## Carriera

### Gli inizi
Perolari inizia la carriera da pilota nel 2013, partecipando alla Red Bull Rookies Cup fino al 2014. Nel 2016 è campione della classe Open600 per poi passare, la stagione successiva, nel campionato europeo Moto2 dove si classifica tredicesimo.
Nel 2018, dopo aver iniziato la stagione nell'europeo Moto2, è chiamato a sostituire il connazionale Mike Di Meglio nel Campionato mondiale Supersport. In sella alla Yamaha YZF-R6 del team GMT94 disputa sette gare ottenendo i migliori piazzamenti nelle ultime tre. Chiude al quindicesimo posto in classifica piloti. Nella stessa stagione fa il suo esordio nel motomondiale disputando il Gran Premio di Francia in qualità di wild card nella classe Moto2, in sella ad una Transfiormers del team Promoto Sport, porta a termine la gara in ventiquattresima posizione. 

### Supersport e MotoE
Nel 2019 diviene pilota titolare nel mondiale Supersport con il team della stagione precedente. Il compagno di squadra è Jules Cluzel. Perolari disputa una stagione regolare chiusasi all'ottavo posto in graduatoria piloti ed impreziosita dalla pole position ottenuta in occasione del Gran Premio di Argentina. Nel 2020 inizia la terza stagione in Supersport col team GMT94. In occasione del Gran Premio d'Australia, a seguito della squalifica di MV Agusta, conquista il primo podio in Supersport. Termina la stagione al decimo posto con centodieci punti.
Nel 2021 corre nella classe MotoE del motomondiale con il team Tech 3; il compagno di squadra è Lukas Tulovic. Chiude la stagione al tredicesimo posto con 31 punti. Nel 2023 gareggia nel mondiale Endurance con una Yamaha del team AIN in equipaggio con Claudio Corti. Torna a gareggiare nel mondiale Supersport nel 2024 con una wild card al Gran Premio di Magny-Cours. In sella ad una  CBR600RR di CBO Racing Honda France conclude gara due al settimo posto.

## Risultati in gara

### Motomondiale

#### Moto2
| 2018 | Classe | Moto          |  |  |  |  |    |  |  |  |  |  |  |  |  |  |  |  |  |  |  | Punti | Pos. |
| ---- | ------ | ------------- |  |  |  |  | -- |  |  |  |  |  |  |  |  |  |  |  |  |  |  | ----- | ---- |
| 2018 | Moto2  | Transfiormers |  |  |  |  | 24 |  |  |  |  |  |  |  |  |  |  |  |  |  |  | 0     |      |

| Legenda | 1º posto        | 2º posto            | 3º posto            | A punti      | Senza punti        | Grassetto – Pole position Corsivo – Giro più veloce |
| Legenda | Gara non valida | Non qual./Non part. | Ritirato/Non class. | Squalificato | '-' Dato non disp. | Grassetto – Pole position Corsivo – Giro più veloce |

#### MotoE
| 2021 | Classe | Moto     |     |   |    |    |    |    |    |  | Punti | Pos. |
| ---- | ------ | -------- | --- | - | -- | -- | -- | -- | -- |  | ----- | ---- |
| 2021 | MotoE  | Energica | Rit | 9 | 10 | 11 | 13 | 12 | 10 |  | 31    | 13º  |

| Legenda | 1º posto        | 2º posto            | 3º posto            | A punti      | Senza punti        | Grassetto – Pole position Corsivo – Giro più veloce |
| Legenda | Gara non valida | Non qual./Non part. | Ritirato/Non class. | Squalificato | '-' Dato non disp. | Grassetto – Pole position Corsivo – Giro più veloce |

### Campionato Mondiale Supersport
| 2018 | Moto   |  |  |    |  |  |    |  |    |     |   |   |   |  |  |  |  |  |  |  |  |  |  |  |  | Punti | Pos. |
| ---- | ------ |  |  | -- |  |  | -- |  | -- | --- | - | - | - |  |  |  |  |  |  |  |  |  |  |  |  | ----- | ---- |
| 2018 | Yamaha |  |  | 16 |  |  | 15 |  | 12 | Rit | 6 | 5 | 6 |  |  |  |  |  |  |  |  |  |  |  |  | 36    | 15º  |

| 2019 | Moto   |   |    |   |   |    |   |     |   |   |   |   |   |  |  |  |  |  |  |  |  |  |  |  |  | Punti | Pos. |
| ---- | ------ | - | -- | - | - | -- | - | --- | - | - | - | - | - |  |  |  |  |  |  |  |  |  |  |  |  | ----- | ---- |
| 2019 | Yamaha | 7 | 11 | 6 | 6 | NP | 9 | Rit | 8 | 6 | 7 | 4 | 6 |  |  |  |  |  |  |  |  |  |  |  |  | 91    | 8º   |

| 2020 | Moto   |   |   |   |   |   |    |   |   |   |    |   |    |     |    |    |  |  |  |  |  |  |  |  |  | Punti | Pos. |
| ---- | ------ | - | - | - | - | - | -- | - | - | - | -- | - | -- | --- | -- | -- |  |  |  |  |  |  |  |  |  | ----- | ---- |
| 2020 | Yamaha | 3 | 7 | 6 | 4 | 7 | 10 | 7 | 9 | 7 | 16 | 8 | 11 | Rit | 10 | 13 |  |  |  |  |  |  |  |  |  | 110   | 10º  |

| 2024 | Moto  |  |  |  |  |  |  |  |  |  |  |  |  |  |  |    |   |  |  |  |  |  |  |  |  | Punti | Pos. |
| ---- | ----- |  |  |  |  |  |  |  |  |  |  |  |  |  |  | -- | - |  |  |  |  |  |  |  |  | ----- | ---- |
| 2024 | Honda |  |  |  |  |  |  |  |  |  |  |  |  |  |  | 20 | 7 |  |  |  |  |  |  |  |  | 9     | 27º  |

| 2025 | Moto  |  |  |    |    |    |    |     |     |   |   |    |     |    |   |    |    |  |  |  |  |  |  |  |  | Punti | Pos. |
| ---- | ----- |  |  | -- | -- | -- | -- | --- | --- | - | - | -- | --- | -- | - | -- | -- |  |  |  |  |  |  |  |  | ----- | ---- |
| 2025 | Honda |  |  | 13 | 11 | 12 | 10 | Rit | Rit | 6 | 8 | 14 | Rit | 29 | 9 | 24 | 15 |  |  |  |  |  |  |  |  | 46    |      |

| Legenda | 1º posto        | 2º posto            | 3º posto           | A punti      | Senza punti        | Grassetto – Pole position Corsivo – Giro più veloce |
| Legenda | Gara non valida | Non qual./Non part. | Ritirato/Non class | Squalificato | '-' Dato non disp. | Grassetto – Pole position Corsivo – Giro più veloce |